# Jaroslav Gardavský
Plukovník generálního štábu Jaroslav Gardavský (24. září 1906 Holešov – 19. srpna 1942 Věznice Plötzensee) byl důstojník československé armády a odbojář z období druhé světové války popravený nacisty.

## Život

### Před druhou světovou válkou
Jaroslav Gardavský se narodil 24. září 1906 v Holešově notáři Josefovi Gardavskému a Heleně (Ilke) rozené Henlové (Hönlové). Mezi lety 1917 a 1925 vystudoval reálné gymnázium v Přerově, v červnu 1926 maturoval v Brně. Poté studoval na Vojenské akademii v Hranicích, ze které byl vyřazen v roce 1928. Krátce sloužil u dělostřelectva v Jihlavě, následně se vzdělával na aplikační škole dělostřelectva v Olomouci. Po službě u dělostřeleckého pluku 6 v Brně, kde postupně kariérně stoupal, studoval mezi lety 1935 a 1938 Vysokou školu válečnou. Po návratu v dubnu 1938 zastával velitelské funkce v Brně, v období Všeobecné mobilizace působil na pozici přednosty všeobecné skupiny u velitelství dělostřelectva II. armády v Olomouci. Po německé okupaci v březnu 1939 prováděl likvidační práce na bývalém velitelství v Brně, v září 1939 požádal o odchod do výslužby. Dosáhl hodnosti kapitána.

### Protinacistický odboj
Do protinacistického odboje vstoupil Jaroslav Gardavský bezprostředně po německé březnové okupaci a to v rámci Obrany národa konkrétně na jejím brněnském zemském velitelství, kde se stal přednostou 1. (organizačního) oddělení. Spolupodílel se na budování moravské ilegální sítě Obrany národa, ukrývání zbraní a trhavin a zajišťování ilegálního rádiového spojení mezi Prahou a Brnem. Za tuto činnost byl koncem listopadu 1939 zatčen gestapem, vězněn a vyslýchán byl na Špilberku a Sušilových kolejích. V červnu 1940 byl přesunut do Vratislavi, o měsíc později pak do berlínské věznice Alt Moabit. V rámci procesu s moravským vedením Obrany národa v listopadu 1941 byl lidovým soudem odsouzen k trestu smrti a 19. srpna 1942 společně s dalšími popraven ve věznici Plötzensee.

## Posmrtná ocenění
- V roce 1945 obdržel Jaroslav Gardavský in memoriam Československý válečný kříž 1939
- V roce 1947 byl Jaroslav Gardavský in memoriam povýšen do hodnosti plukovníka generálního štábu

## Rodina
Jaroslav Gardavský se v roce 1934 oženil s učitelkou hudby Miladou Blahovou. Měl dva bratry Josefa a Václava.